# Un berger et deux perchés à l'Élysée ?
Pour plus de détails, voir Fiche technique et Distribution.
Un berger et deux perchés à l'Élysée ? est un film documentaire français réalisé par Pierre Carles et Philippe Lespinasse, sorti en 2019.
Ce documentaire, produit par C-P Productions et distribué par Jour2Fête, suit Jean Lassalle, un « petit candidat » à l'élection présidentielle française de 2017. Le titre fait référence au livre éponyme Un berger à l'Élysée de ce dernier, alors que le terme « perchés » désigne les deux coréalisateurs. Le film fait suite à Opération Correa et On revient de loin.

## Fiche technique
Sauf indication contraire, les informations mentionnées dans cette section peuvent être confirmées par les bases de données cinématographiques IMDb et Allociné,  présentes dans la section « Liens externes ».
- Titre : Un berger et deux perchés à l'Élysée ?
- Réalisation : Pierre Carles et Philippe Lespinasse
- Scénario : Pierre Carles
- Étalonnage : Laurent Souchaud
- Photographie : Pierre Carles et Philippe Lespinasse
- Montage : Cloé Benet, Ludovic Raynaud, Sandrine Romet-Lemonne et Lizi Gelber
- Son : Pierre Carles et Philippe Lespinasse
- Mixage : Clément Chauvelle
- Production : Annie Gonzalez
  - Post-production : Pascal Blondela
- Sociétés de production : C-P Productions et Les Mutins de Pangée
- Société de distribution : Jour2Fête
- Pays de production :  France
- Langue originale : français
- Genre : documentaire
- Durée : 101 minutes
- Date de sortie :
  - France : 23 janvier 2019

## Distribution
Dans leur propre rôle :
- André Chassaigne
- Jean Lassalle
- Marie-Ève Lassalle
- Philippe Poutou
- François Fillon

## Sortie
Le film sort en salles en France le 23 janvier 2019.

## Accueil

### Accueil critique
Pour Jérémie Couston de Télérama, le film est un « portrait tendre mais sans concession de Lassalle ». Couston se questionne sur les « points communs » de l'« insolent réalisateur néo-marxiste » Pierre Carles avec le « souverainiste de droite » Jean Lassalle, d'autant plus que dans ses documentaires précédents, le cinéaste mettait en avant des personnalités de gauche.
Politis décrit le long-métrage comme étant « à mille lieues de l'image médiatique qui [...] est habituellement donnée » de Jean Lassalle.

### Box-office
Le jour de sa sortie en France, le 23 janvier 2019, Un berger et deux perchés à l'Élysée ? attire 4 704 personnes en salles.